# Ljubišnja
La Ljubišnja (en cyrillique : Љубишња) est une montagne frontalière entre le Monténégro et la Bosnie-Herzégovine. Elle est située dans les Alpes dinariques et son point culminant, le pic Dernjačista, s'élève à une altitude de 2 238 m.

## Géographie
Le mont Ljubišnja s'étend au nord du Monténégro, avec une petite partie située en république serbe de Bosnie, dans la municipalité de Foča ; la ville monténégrine la plus proche est celle de Pljevlja. La Ljubišnja se trouve au nord du massif du Durmitor et à l'est des monts Maglić. Le sommet est bordé par le canyon de la Tara au sud, par la Drina à l'ouest et par la vallée de la rivière Čeotina au nord.

## Histoire
D'après la tradition, son nom lui aurait été donné par le voïvode de Bosnie Stefan Vukčić (1404-1466).

## Activités
Le mont Ljubišnja abrite une mine de plomb et de zinc, appelée Šuplja Stijena. Sur ses pentes se trouve le village minier de Šula.